# 도나 캐런

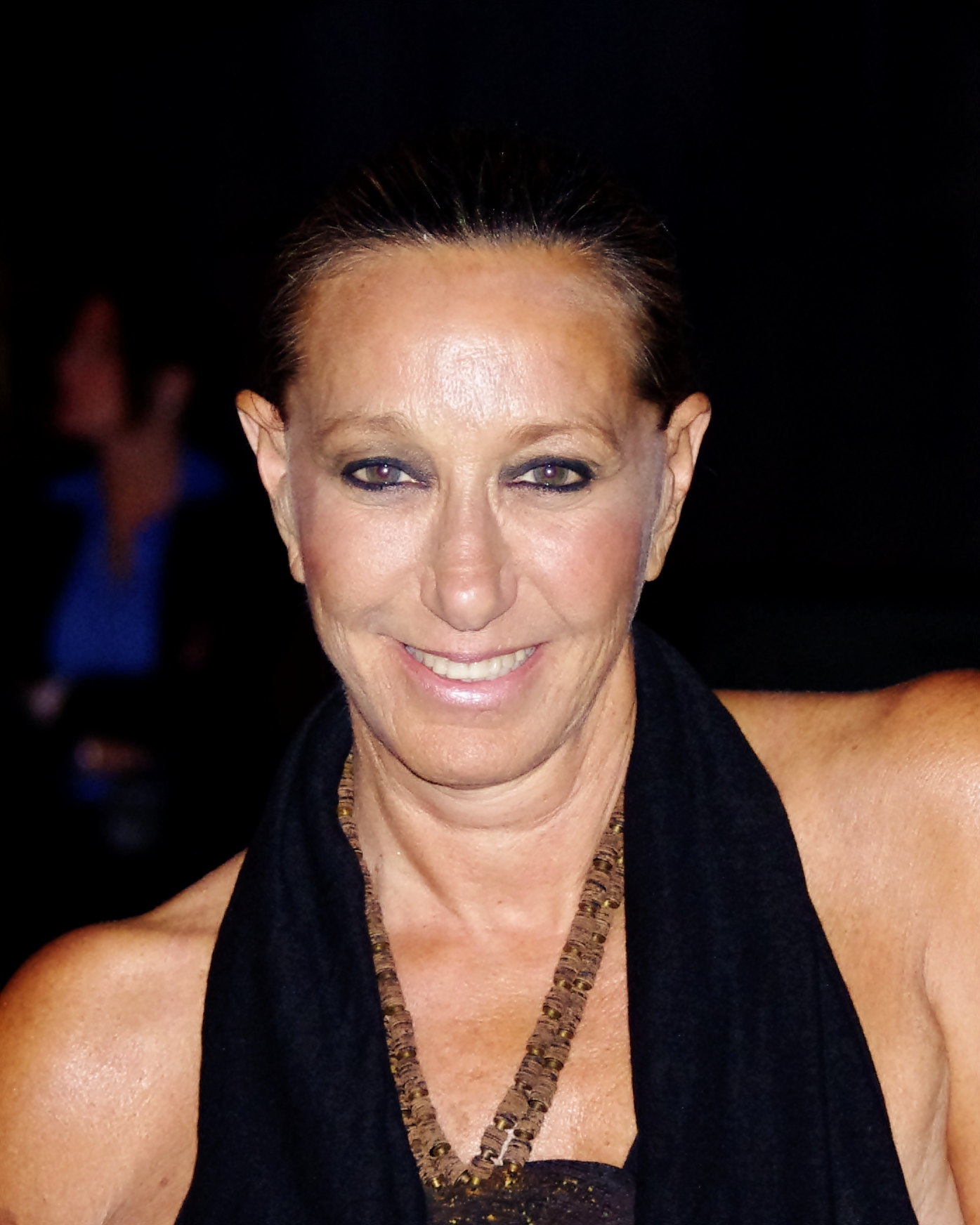
도나 캐런

도나 캐런(영어: Donna Karan, 1948년 10월 2일 ~ )은 미국의 패션 디자이너이다. DKNY를 설립하였다.